# Когда дождь и ветер стучат в окно
«Когда дождь и ветер стучат в окно» (латыш. Kad lietus un vēji sitas logā) — советский приключенческий художественный фильм 1967 года, снятый по одноимённой документальной повести Арвида Григулиса.

## Сюжет
Детективный фильм о борьбе со шпионажем и лесными братьями на территории Советской Латвии.
Конец 1940-х годов. От западных «хозяев» на родину возвращается Лейнасар с заданием наладить контакт с лесными братьями, ещё оказывающими сопротивление советской власти. На этом фоне разворачивается драма человека, вопреки всему пытающемуся вернуть прошлое.

## В ролях
- Харий Лиепиньш — Лейнасар (дублирует Владимир Дружников)
- Эдуард Павулс — Карнитис
- Юрис Плявиньш — Фред (дублирует Николай Александрович)
- Улдис Пуцитис — Пакрастынь (дублирует Анатолий Игнатьев)
- Лилита Озолиня — Велта (нет в титрах)
- Мара Земдега — Рута Думпе
- Антония Янсоне — Пилага (дублирует Ирина Чувелева)
- Владимир Козел — Гайгал (нет в титрах)
- Альфред Видениекс — Калнозолс
- Артур Димитерс — Тейш (дублирует Юрий Саранцев)
- Николай Мурниекс — Пилманис
- Артур Калейс — Риекстынь
- Хелмарс Велзе — Гоба
- Вайронис Яканс — Межниекс
- Алфонс Калпакс — эпизод
- Гирт Яковлев — сотрудник КГБ (нет в титрах)

## Съёмочная группа
- Авторы сценария: Эмиль Брагинский, Освальд Кубланов
- Режиссёр-постановщик: Алоиз Бренч
- Оператор-постановщик: Генрих Пилипсон
- Композитор: Паул Дамбис
- Художник-постановщик: Гунарс Балодис
- Звукооператор: А. Патрикеева
- Режиссёр: Р. Гинтере
- Монтажёр: М. Чардынина
- Директор: Аугустс Петерсонс